# Salix tyrrellii
Salix tyrrellii — вид квіткових рослин із родини вербових (Salicaceae).

## Морфологічна характеристика
Це кущ 0.6–3.5 метра (іноді утворює клони відводками). Гілки та гілочки червоно-бурі, не сильно сизуваті, голі. Листки: найбільша листкова пластина вузько еліптична, еліптична, зворотно ланцетна чи зворотно яйцеподібна; краї сильно чи злегка вигнуті, цільні чи дуже неглибоко зубчасті; верхівка гостра, загострена чи опукла; абаксіальна (низ) поверхня сірувата, від рідко довго-шовковистої до майже голої, волоски (залозисті) прямі; адаксіальна поверхня сильно блискуча, гола чи рідко коротко-шовковиста (волоски білі, іноді також залозисті); молода пластинка жовтувато-зелена чи іноді червонувата, рідко довго-шовковиста абаксіально, волоски білі та залозисті. Сережки розквітають до появи листя; тичинкові 14–35 × 12–16 мм, маточкові 17–51 × 10–13–22 мм. Коробочка 3.6–5 мм. Цвітіння: середина червня — середина липня.

## Середовище проживання
Канада (Альберта, Північно-Західні території, Нунавут, Саскачеван). Населяє активні піщані дюни, чагарникову тундру; 1400–4000 метрів.